# Jan Hage
Jan Hage (1964) is een Nederlands organist en componist. 

## Opleiding en werk
Hage kreeg zijn eerste orgellessen van Kees van Eersel en studeerde daarna orgel bij Jan Welmers aan het Utrechts Conservatorium. Hierna studeerde hij muziekwetenschappen aan de Rijksuniversiteit Utrecht en daarna  aan het Nederlands Instituut voor Kerkmuziek in Utrecht. Vervolgens haalde hij zijn diploma's Docerend Musicus en Uitvoerend Musicus Orgel, het praktijkdiploma Kerkelijk Orgelspel  en Muziekwetenschap. 
Van 1995 tot 2011 was hij de vaste organist van de Kloosterkerk in Den Haag. Per 1 juni 2011 is hij benoemd tot organist van de Domkerk in Utrecht, waar hij een grote orgellespraktijk heeft. In 2016 promoveerde hij aan de Protestantse Theologische Universiteit in Amsterdam het proefschrift Muziek als missie. Een luthers geluid in een calvinistische wereld. Een studie naar Willem Mudde en de kerkmuzikale vernieuwingsbeweging.

## Gecomponeerde werken
- Magnificat (1991) voor sopraan, alt solo en vocaal kwartet
- Orpheus (1991) voor 4 orgels, blokfluit, trom en 'spreekstem'
- Elis (1991) voor sopraan, blokfluit en klavecimbel
- Suske en Wiske-suite (1991) voor orgel
- Canticum canticorum (1992) voor sopraan solo, koor, 4 violen, 4 saxofoons en slagwerk
- Walsjes (1994) voor orgel
- Mis (1996) voor sopraan en orgel
- Advent II (1996)) voor koor, orgel, panfluit en scheidsrechtersfluitje
- Hooglied-composities (1996) voor (no. 1) sopraan, tenor, viool en cello, (no. 2) tenor, hobo, fagot, (no. 3) vocaal mannenkwartet, grote trom, tamtam en kranten, (no. 4) sopraan, tenor, 2 hoorns
- In distant years (1991/1998) voor orgel (vierhandig) en synthesizer
- Psalmen 24, 25 en 145 (1998) voor orgel
- Reveana (2001) voor sopraan, orgel en slagwerk
- Psalmen 43 en 146 (2002) voor orgel
- Psalm (2004) voor sopraan, orgel
- Theo en de grote beer (klein melodrama) (2004) voor orgel.
- Rage (2005) voor trompet en orgel

## Onderscheidingen
- Eerste prijs op concoursen in Leiden, Bolsward, Schaffhausen en Poitiers
- Médaille d'argente van de Société Académique Arts-Sciences-Lettres vanwege zijn verdiensten voor de Franse orgelcultuur.